# Iveta Fořtová-Zelingerová
Iveta Fořtová-Zelingerová (* 21. června 1972 Ústí nad Orlicí) je bývalá česká běžkyně na lyžích, která závodila v letech 1992–1998.
Startovala na ZOH 1992, 1994 a 1998, jejím nejlepším individuálním výsledkem je 18. místo v Albertville 1992 v závodě na 5 km klasicky. V olympijských štafetových závodech byla s českým družstvem šestá (1992) a devátá (1994). Zúčastnila se také světových šampionátů v letech 1993, 1995 a 1997. Na začátku roku 2006 absolvovala dva oficiální závody.